# Heribert Seidler
Heribert Seidler (* 25. Juli 1903 in Wien; † 28. November 1984 in Mödling) war ein österreichischer Diplom-Ingenieur, SA-Brigadeführer und Ratsherr.

## Leben
Heribert Seidler, ein Sohn eines Beamten, studierte an der TH Wien Maschinenbau und wurde Diplom-Ingenieur. Vor dem Krieg war er u. a. als Elektroingenieur bei der AEG-Union und als Assistent und Lehrer an der Technisch-gewerblichen Bundeslehranstalt tätig. An der Bundesgewerbeschule in Wien IV war er von 1932 bis 1935 und erneut von 1941 bis 1943.
Er war Mitglied der völkischen Jugendbewegung Wandervogel, war hier als Nachfolger von Karl Ursin Bundesführer des Österreichischen Wandervogels, und des Deutschen Schulvereins Südmark. 1927 trat er dem Bund Oberland bei. Zum 26. September 1930 trat er in die NSDAP ein (Mitgliedsnummer 300.136). Mit der Nummer 2713 erhielt er den Blutorden der Partei. Bis zu seiner Verhaftung 1935 wegen „Bestätigung für die nationalsozialistische Partei“ war er als Vereinsfunktionär, in der Funktion als Hauptabteilungsleiter bei der Bezirksleitung Josefstadt, aktiv. Er kam 15 Monate in Haft und wurde 1936 amnestiert, aber aus dem Schuldienst entlassen. Nachdem er anschließend arbeitslos gewesen war, erhielt er eine Anstellung beim Radiowerk Schrack.
In der SA, welcher er am 1. Februar 1931 beigetreten war, wurde er SA-Brigadeführer und war u. a. Führer der SA-Brigade 91 (Wien-West). Hiermit war er mit dem SA-Brigadeführer Hanke der höchste SA-Führer in Wien.
Am 23. Februar 1939, nachdem in der Saison 1936/37 die jüdischen Mitglieder ausgeschlossen worden waren, wurde er durch eine außerordentliche Mitgliederversammlung einstimmig als Vereinsführer des Wiener Eislauf-Vereins gewählt. Im Oktober 1939 wurde die Wiener Eissportgemeinschaft, in welchem der Wiener Eislauf-Verein aufging, gegründet und Seidler wurde Vorstand. Seine Aktivität endete mit seiner Einberufung zum Wehrdienst.
Vom 11. Mai 1939, durch den Gauleiters in Wien, Josef Bürckel, berufen, bis 16. März 1945 war er Ratsherr.
Im April 1944 schrieb der Wiener Bürgermeister Hanns Blaschke ca. 20 Ratsherren an. Er wollte eine „Blutauffrischung“ bei den Ratsherren herbeiführen, konnte diese aber nur durch ein Niederlegen des Ratsherrenmandats erreichen. An der Ostfront erreichte Seidler dieses Schreiben der Ratsherrenkanzlei, welche er damit einleitend beantwortete, dass es die erste Nachricht der Ratsherrenkanzlei an ihn innerhalb von vier Jahren an der Front gewesen sei. Er äußerte in seiner kritischen Antwort vom 20. Mai 1944 an Blaschke, dass die Soldaten eine Verbitterung über die Entfremdung von der Heimatfront aufwiesen. Blaschke konnte durch Mandatsniederlegungen elf Ratsherrenstellen frei bekommen, Seidler war aber nicht bereit dafür, obwohl er direkt zum Rücktritt aufgefordert worden war. Zum 1. September 1944 erfolgte die Neubesetzung der frei gewordenen Ratsherrenstellen. Blaschke schlug Ende September 1944 dem Gauleiter Wiens, Baldur von Schirach, vor, die in der Wehrmacht kämpfenden Ratsherren zu ersetzen. Ab 1. Dezember 1944 wurde daher Seidler durch den Ersatzmann Karl Neuber (1900–1971) vertreten.
Von 1940 bis Kriegsende 1945 kämpfte er im Zweiten Weltkrieg und diente u. a. in der Schweren Panzer-Abteilung 505.
Nach dem Krieg war er vom 23. August 1945 bis 17. September 1947 u. a. im Lager Wolfsberg inhaftiert. Er kam vor das Volksgericht Graz und wurde am 4. November 1948 nach § 10, 11 VG 1947 zu 2 Jahren schwerer Kerker und Vermögensverfall verurteilt.